# توگو ایگاوا
توگو ایگاوا (انگلیسی: Togo Igawa؛ زادهٔ ۲۶ سپتامبر ۱۹۴۶)بازیگر اهل کشورژاپن است. وی ساکن کشور بریتانیا است و معمولاً در فیلم‌های بریتانیایی بازی می‌کند. وی از سال ۲۰۰۰ میلادی تاکنون مشغول فعالیت بوده است.

## گزیدهٔ نقش‌آفرینی‌ها
- شب پادشاهان
- خاطرات یک گیشا
- آخرین سامورایی
- چشمان کاملاً بسته
- هفت‌تیر
- جان رابه
- جانی اینگلیش دوباره متولد می‌شود
- کد ۴۶
- خطاهای نرم‌افزاری
- افسر آزادی مشروط